# Личност
Личност је један од темељних појмова психологије који се односи на непоновљив, релативно чврсто интегрисан, стабилан и комплексан психички склоп особина, који одређује карактеристично и доследно понашање индивидуе. У те особине спадају интелектуалне способности, вредности, мотиви, емоције, циљеви и намере, начин понашања. Личност је динамичка структура коју чини систем међусобно повезаних црта (способности, темперамента, карактера), мотива, вредности, ставова итд. Најопштије, то је стабилна организација индивидуалних карактеристика човека на основу које се сваки индивидуа разликује од свих осталих. Према Олпорту, личност је динамичка организација оних психо-физичких система унутар индивидуе који одређују њено карактеристично понашање и њен карактеристичан начин мишљења.
Зигмунд Фројд је дао једну од првих дефиниција личности. Према психоанализи, личност је сложен структурални и динамички систем који обухвата већи број подсистема или инстанци. Зато се психоанализа оријентише на специфично дубинско разматрање несвесних слојева личности, као и на изучавање динамике развоја, укључујући, поред нормалних, и патолошке последице дисхармоничног развоја. Јунг томе додаје још и елементе колективне подсвести који улазе у структуру личности.

## Мерење
Личност се може квантификовати различитим тестовима. Због чињенице да је личност сложена идеја, димензије личности и скале тестова личности варирају и често су лоше дефинисане. Два главна средства за мерење личности су објективни тестови и пројектне мере. Примери таквих тестова су: инвентар великих пет (BFI), Минесота вишефазни инвентар личности (MMPI-2), Роршахов тест, неуротички упитник личности КОН-2006, или Ајзенков упитник личности (EPQ-R). Сви ови тестови су корисни, јер имају поузданост и валидност, два фактора који чине тест тачним. „На сваку ставку у одређеној мери треба да утиче конструкција основне особине, што доводи до обрасца позитивних интеркорелација све док су све ставке оријентисане (срочене) у истом правцу.” Недавно развијени, и још увек недовољно познати, мерни алат који психолози користе је 16 ПФ. Он мери личност на основу Кателове теорије личности са 16 фактора. Психолози такође користе тај алат као клиничко средство за успостављање дијагнозе психијатријских поремећаја, што помаже у прогнозирању и планирању терапије. Инвентар великих пет је најчешће коришћени мерни алат, јер садржи критеријум који се проширује кроз различите факторе у личности, пружајући психолозима да најтачније информације које се могу прикупити.

### Модел пет фактора
Личност је често разлаже у статистички идентификоване факторе који се називају великих пет, који су отвореност за искуство, савесност, екстраверзија, прихватљивост и неуротицизам (или емоционална стабилност). Ове компоненте су генерално стабилне током времена. Сматра се да се око половине варијабилности може приписати генетици особе, а не учинцима околине.

## Периодизација развоја личности
Много аутора је покушавало да одреди развојне фазе кроз које сви људи пролазе и узраст у којима се свака фаза јавља. Фазе развоја су се разликовале од теорије до теорије. Новији приступ, теорија целокупног животног циклуса, указује да свако доба живота има одређене изазове и предности. Један од зачетника ове теорије, Ерик Ериксон, је описао 8 фаза развоја личности, а не појединачних способности. У свакој од тих фаза треба разрешити специфичне развојне задатке, а успех у томе води до појаве одређених врлина.
| Фаза                   | Године | Основна дилема                                 | Врлина        |
| ---------------------- | ------ | ---------------------------------------------- | ------------- |
| Поверење-неповерење    | 0-2    | Да ли могу да верујем свету?                   | Нада          |
| Аутономија-стид        | 0-4    | Да ли је добро бити ја?                        | Воља          |
| Иницијатива-кривица    | 4-5    | Да ли је добро за мене да се крећем и делам?   | Сврха         |
| Марљивост-инфериорност | 5-12   | Да ли могу да се снађем у свету људи и ствари? | Компетентност |
| Формирање идентитета   | 13-19  | Ко сам ја? Ко могу да будем?                   | Верност себи  |
| Постизање интимности   | 20-39  | Да ли могу да волим?                           | Љубав         |
| Стваралаштво-застој    | 40-65  | Да ли могу свој живот да учиним вредним?       | Брига         |
| Интегритет-очај        | 65-    | Да ли је било добро бити ја?                   | Мудрост       |

## Историјски развој појма
Савремени осећај индивидуалне личности резултат је промена у култури насталих у ренесанси, суштински елемент модерности. Насупрот томе, осећај себе средњовековног Европљана био је повезан са мрежом друштвених улога: „домаћинство, мрежа сродства, цех, корпорација – то су били градивни блокови личности“. Стивен Гринблат примећује, приповедајући о опоравку (1417) и каријери Лукрецијеве песме De rerum natura: „у сржи песме леже кључни принципи модерног схватања света.“ „Зависан од породице, појединац сам по себи није био ништа“, примећује Жак Желис. „Карактеристично обележје савременог човека има два дела: један унутрашњи, други спољашњи; један се бави његовим окружењем, други његовим ставовима, вредностима и осећањима.“ Уместо да буде повезан са мрежом друштвених улога, савремени човек је у великој мери под утицајем фактора средине као што су: „урбанизација, образовање, масовна комуникација, индустријализација и политизација.“ Године 2006, на пример, научници су известили о односу између личности и политичких погледа на следећи начин: „Деца предшколског узраста која су 20 година касније била релативно либерална окарактерисана су да: развијају блиске односе, самопоуздана су, енергична, донекле доминирајућа, релативно недовољно контролисана и отпорна. Деца предшколског узраста која су касније била релативно конзервативна у узрасту од 23 године описана су као: осећају се лако жртвом, лако су увређена, неодлучна, уплашена, крута, инхибирана и релативно претерано контролисана и рањива."

## Темперамент и филозофија
Вилијам Џејмс (1842–1910) је тврдио да темперамент објашњава велики део контроверзи у историји филозофије тврдећи да је то веома утицајна премиса у аргументима филозофа. Упркос томе што је тражио само безличне разлоге за своје закључке, тврдио је Џејмс, темперамент филозофа је утицао на њихову филозофију. Овако замишљен темперамент је једнак пристрасности. Таква пристрасност, објаснио је Џејмс, била је последица поверења филозофа у сопствени темперамент. Џејмс је сматрао да значај његовог запажања лежи на премиси да је у филозофији објективна мера успеха да ли је филозофија својствена њеном филозофу или не, и да ли је филозоф незадовољан било којим другим начином гледања на ствари или не.

### Емпиристи и рационалисти
Према Џејмсу, темперамент рационалистичких филозофа се суштински разликовао од темперамента филозофа емпириста његовог времена. Тежња рационалистичких филозофа ка префињености и површности никада није задовољила емпиристички темперамент ума. Рационализам води ка стварању затворених система, а ум који воли чињенице, за кога је савршенство далеко, такав оптимизам сматра плитким. Рационализам се сматра да је претензија, а темперамент најсклонији апстракцији.
Емпиристи се, с друге стране, више држе спољашњих чула него логике. Објашњење личног идентитета британског емпиричара Џона Лока (1632–1704) пружа пример онога на шта је Џејмс говорио. Лок објашњава идентитет личности, односно персоналност, на основу прецизне дефиниције идентитета, по којој се значење идентитета разликује према ономе на шта се примењује. Идентитет особе се прилично разликује од идентитета мушкарца, жене или супстанце, према Локу. Лок закључује да је свест личност јер „увек прати мишљење, то је оно што сваког чини да буде оно што он назива собом“ и остаје константно на различитим местима у различито време.